# Grand Prix Itálie 1996
Grand Prix Itálie 1996 (LXVII Gran Premio Vodafone d'Italia), 14. závod 47. ročníku mistrovství světa jezdců Formule 1 a 38. ročníku poháru konstruktérů, historicky již 595. grand prix, se již tradičně odehrála na okruhu v Monze.

## Výsledky

### Kvalifikace
| Pořadí | Číslo | Pilot                 | Konstruktér          | Čas      | Odstup |
| ------ | ----- | --------------------- | -------------------- | -------- | ------ |
| 1      | 5     | Damon Hill            | Williams - Renault   | 1:24.204 |        |
| 2      | 6     | Jacques Villeneuve    | Williams - Renault   | 1:24.521 | +0.317 |
| 3      | 1     | Michael Schumacher    | Ferrari              | 1:24.781 | +0.577 |
| 4      | 7     | Mika Häkkinen         | McLaren - Mercedes   | 1:24.939 | +0.735 |
| 5      | 8     | David Coulthard       | McLaren - Mercedes   | 1:24.976 | +0.772 |
| 6      | 3     | Jean Alesi            | Benetton - Renault   | 1:25.201 | +0.997 |
| 7      | 2     | Eddie Irvine          | Ferrari              | 1:25.226 | +1.022 |
| 8      | 4     | Gerhard Berger        | Benetton - Renault   | 1:25.470 | +1.266 |
| 9      | 12    | Martin Brundle        | Jordan - Peugeot     | 1:26.037 | +1.833 |
| 10     | 11    | Rubens Barrichello    | Jordan - Peugeot     | 1:26.194 | +1.990 |
| 11     | 9     | Olivier Panis         | Ligier - Mugen-Honda | 1:26.206 | +2.002 |
| 12     | 14    | Johnny Herbert        | Sauber - Ford        | 1:26.345 | +2.141 |
| 13     | 15    | Heinz-Harald Frentzen | Sauber - Ford        | 1:26.505 | +2.301 |
| 14     | 10    | Pedro Diniz           | Ligier - Mugen-Honda | 1:26.726 | +2.522 |
| 15     | 17    | Jos Verstappen        | Footwork - Hart      | 1:27.270 | +3.066 |
| 16     | 18    | Ukjó Katajama         | Tyrrell - Yamaha     | 1:28.234 | +4.030 |
| 17     | 19    | Mika Salo             | Tyrrell - Yamaha     | 1:28.472 | +4.268 |
| 18     | 20    | Pedro Lamy            | Minardi - Ford       | 1:28.933 | +4.729 |
| 19     | 16    | Ricardo Rosset        | Footwork - Hart      | 1:29.181 | +4.977 |
| 20     | 21    | Giovanni Lavaggi      | Minardi - Ford       | 1:29.833 | +5.629 |

### Závod
| Pořadí | Číslo | Jezdec                | Konstruktér        | Kola | Čas/odstoupení | Start | Body |
| ------ | ----- | --------------------- | ------------------ | ---- | -------------- | ----- | ---- |
| 1      | 1     | Michael Schumacher    | Ferrari            | 53   | 1:17:43.632    | 3     | 10   |
| 2      | 3     | Jean Alesi            | Benetton-Renault   | 53   | + 18.265       | 6     | 6    |
| 3      | 7     | Mika Häkkinen         | McLaren-Mercedes   | 53   | + 1:06.635     | 4     | 4    |
| 4      | 12    | Martin Brundle        | Jordan-Peugeot     | 53   | + 1:25.217     | 9     | 3    |
| 5      | 11    | Rubens Barrichello    | Jordan-Peugeot     | 53   | + 1:25.475     | 10    | 2    |
| 6      | 10    | Pedro Diniz           | Ligier-Mugen-Honda | 52   | + 1 kolo       | 14    | 1    |
| 7      | 6     | Jacques Villeneuve    | Williams-Renault   | 52   | + 1 kolo       | 2     |      |
| 8      | 17    | Jos Verstappen        | Footwork-Hart      | 52   | + 1 kolo       | 15    |      |
| 9      | 14    | Johnny Herbert        | Sauber-Ford        | 51   | Motor          | 12    |      |
| 10     | 18    | Ukjó Katajama         | Tyrrell-Yamaha     | 51   | + 2 kola       | 16    |      |
| Ret    | 16    | Ricardo Rosset        | Footwork-Hart      | 36   | Vyjetí z tratě | 19    |      |
| Ret    | 2     | Eddie Irvine          | Ferrari            | 23   | Vyjetí z tratě | 7     |      |
| Ret    | 20    | Pedro Lamy            | Minardi-Ford       | 12   | Motor          | 18    |      |
| Ret    | 19    | Mika Salo             | Tyrrell-Yamaha     | 9    | Engine         | 17    |      |
| Ret    | 15    | Heinz-Harald Frentzen | Sauber-Ford        | 7    | Vyjetí z tratě | 13    |      |
| Ret    | 5     | Damon Hill            | Williams-Renault   | 5    | Vyjetí z tratě | 1     |      |
| Ret    | 21    | Giovanni Lavaggi      | Minardi-Ford       | 5    | Motor          | 20    |      |
| Ret    | 4     | Gerhard Berger        | Benetton-Renault   | 4    | Hydraulika     | 8     |      |
| Ret    | 9     | Olivier Panis         | Ligier-Mugen-Honda | 2    | Vyjetí z tratě | 11    |      |
| Ret    | 8     | David Coulthard       | McLaren-Mercedes   | 1    | Vyjetí z tratě | 5     |      |

## Průběžné pořadí šampionátu
Pohár jezdců
| Pořadí | Jezdec             | Body |
| ------ | ------------------ | ---- |
| 1      | Damon Hill         | 81   |
| 2      | Jacques Villeneuve | 68   |
| 3      | Michael Schumacher | 49   |
| 4      | Jean Alesi         | 44   |
| 5      | Mika Häkkinen      | 27   |

Pohár konstruktérů
| Pořadí | Konstruktér      | Body |
| ------ | ---------------- | ---- |
| 1      | Williams-Renault | 149  |
| 2      | Benetton-Renault | 61   |
| 3      | Ferrari          | 58   |
| 4      | McLaren-Mercedes | 45   |
| 5      | Jordan-Peugeot   | 20   |